# To my urodzeni w latach 60-tych
To my urodzeni w latach 60-tych – piąty (dwupłytowy) album zespołu Kolaboranci wydany w 2002 przez wytwórnię Dywizja Kot. Płyty zawierają nagrania grupy z początkowego okresu jej działalności. 

## Lista utworów

### CD 1 (oficjalna)
1. "Odejdź won" – 4:15
2. "Potęga bluesa" – 1:34
3. "List mamy do synka" – 1:58
4. "W sobotę wieczorem" – 2:02
5. "Jestem wolnym człowiekiem" – 1:38
6. "Dla cenzury" – 2:36
7. "Brzydki napis" – 1:40
8. "My urodzeni w latach 60." – 2:58
9. "Kraj niedobrych rad" – 2:22
10. "Pociąg do H." – 2:37
11. "Wyścig pokoju" – 1:33
12. "Złota polska jesień" – 2:11
13. "Mietek" – 0:27
14. "Jestem z tobą" – 3:06
15. "Miłość" – 2:19
16. "Więzień" – 2:42
17. "Koniec" – 1:31
18. "Transparenty" – 1:57
19. "Szczere Polaków rozmowy" – 1:34
20. "Czas" – 1:38
21. "Powiedz coś" –
22. "Wskazali Ręką cel" – 2:16
23. "Cwel" – 1:54
24. "Strażnicy moralności" – 1:50
25. "Rozmowy i porozumienia" – 2:13

### Skład
- Przemysław Thiele – wokal
- Tadeusz Balandyk – gitara
- Marek "Bruno" Chrzanowski – gitara basowa (1–6)
- Krzysztof "Nosek" Woźniakowski – perkusja (1–6)
- Piotr Banach – perkusja (7–25)
- Jacek Chrzanowski – gitara basowa (7–25)

### CD 2 (nieoficjalna)
1. "Bez tytułu" – 2:33
2. "Pieśń o miłość" – 2:15
3. "O czym ja mam siewać" – 3:15
4. "Był" – 2:08
5. "Ojej" – 1:41
6. "Dla buntowników" – 2:01
7. "Instrumentalny" – 1:49
8. "Ballada o Dzikim Wschodzie" – 1:13
9. "Piosenka miłosna" – 4:12
10. "Czemu jesteście smutni" – 2:02
11. "Niech pani patrzy" – 2:50
12. "Bogi" – 1:52
13. "Jesteśmy wciąż obserwowani" – 1:56
14. "I nie mów mi, że będzie inaczej" – 3:07
15. "Pozerstwo" – 3:06
16. "Do misjonarza" – 1:51
17. "Strażnicy moralności cz. 2" – 2:48
18. "?" – 2:27
19. "This Is America" – 2:54
20. "A może to ja?" – 2:24
21. "Tak" – 3:22

### Skład
- Przemysław Thiele – wokal
- Tadeusz Balandyk – gitara (1–17, 19–21)
- Konrad Cwajda – gitara (18, 19)
- Marek "Bruno" Chrzanowski – gitara basowa (1–6)
- Jacek Chrzanowski – gitara basowa (7–21)
- Krzysztof "Nosek" Woźniakowski (perkusja) (1–6)
- Piotr Banach – perkusja (7–21)